# Riksantikvarieämbetet
Riksantikvarieämbetet (RAÄ; deutsch Reichsantiquaramt oder Zentralamt für Denkmalpflege) ist Schwedens zentrale Verwaltungsbehörde  im Bereich des kulturellen Erbes und für Denkmalpflege. Es hat seinen Hauptsitz in Stockholm, doch ist eine Übersiedelung nach Gotland geplant. Am Zentralamt arbeiten etwa 400 Mitarbeiter.

## Geschichte
Die Institution wurde am 20. Mai 1630 von Gustav II. Adolf von Schweden gegründet, nachdem sein Interesse an Antiquitäten unter anderem durch seinen Lehrer, den Runenforscher Johannes Bureus, geweckt worden war. Vorbild für diese Einrichtung war ein dänischer Erlass aus dem Jahr 1622, der dazu diente „opsöge og antegne alleslags Antiquiteter og Documenter“ (deutsch: „Aufspüren und zusammentragen von Antiquitäten und Dokumenten jeglicher Art“), mit dem der dänische Runenforscher und Archivar Ole Wormius beauftragt war. Bureus bereiste also das Land, untersuchte Runensteine, sammelte Münzen und alte Chroniken, Gerichtsbücher, Briefe und Manuskripte. Unter der Leitung von Bureus wurden rund 1600 antike Monumente erforscht. Das Zentralamt für Denkmalpflege ist verbunden mit den Staatlichen historischen Museen schwedisch Statens historiska museer (Staatliches historisches Museum, Königliches Münzkabinett), gemeinsam unterhalten sie die Bibliothek der Königlichen Akademie für Schöne Literatur, Geschichte und Altertumskunde schwedisch Kungliga Vitterhetsakademiens bibliotek.
Nach der Einrichtung dieser Behörde 1630 wurde in Schweden 1662 ein Denkmalschutzgesetz erlassen und die Universität Uppsala richtete eine Professur für Altertümer ein.
Die Aufgaben des Zentralamts für Denkmalpflege sind der Schutz, die Dokumentation und die Pflege von kulturell bedeutungsvollen Objekten, Orten und Umgebungen. Das umfasst Einsätze zum Schutz von Denkmälern, Forschung und Forschungsinformation, Pflege und Konservierung sowie archäologische Untersuchungen. Das Zentralamt für Denkmalpflege ist dem Kulturministerium zugeordnet.

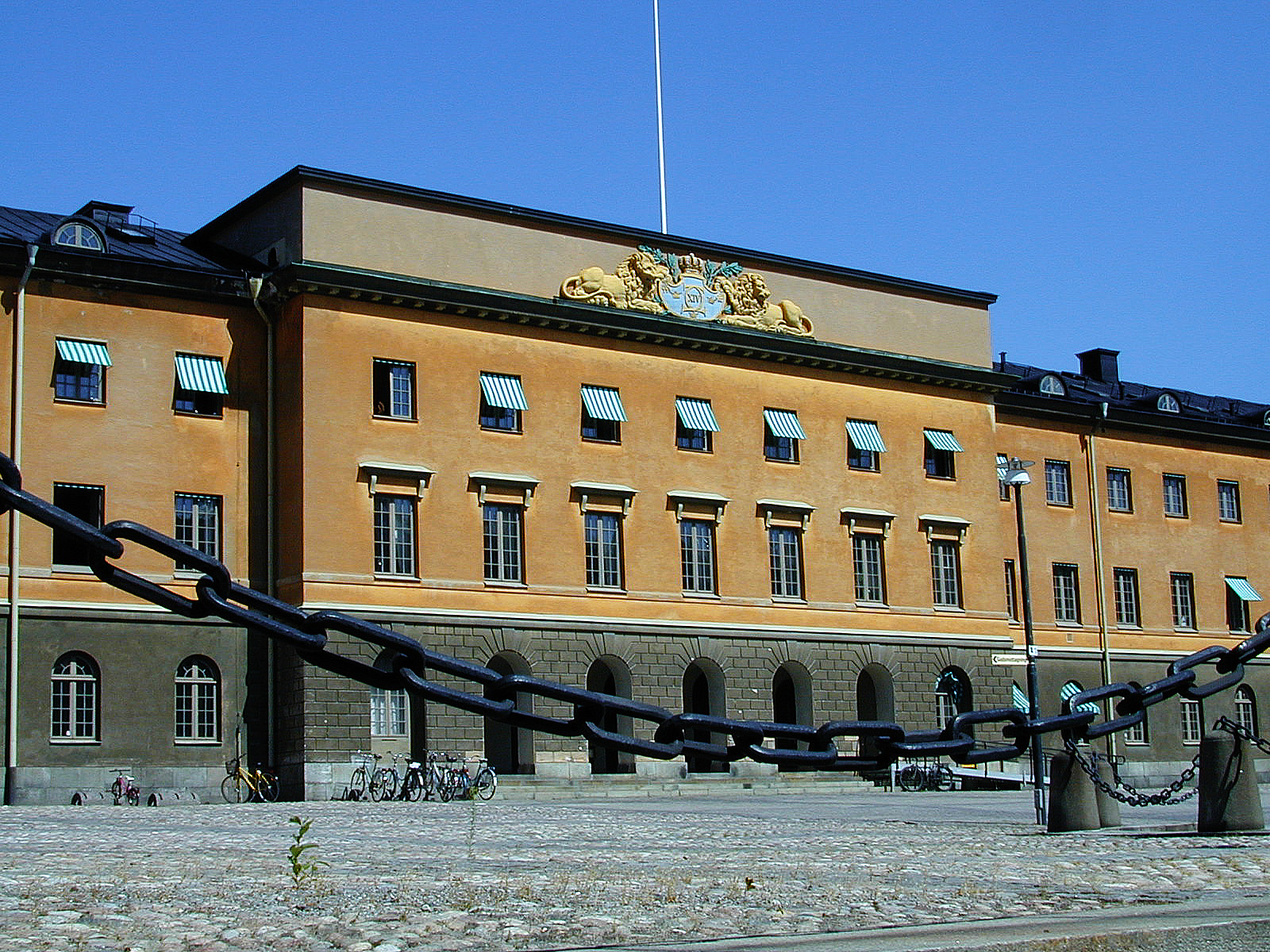
Riksantikvarieämbetet

Liste der Reichsarchivare seit 1630
| Name                       | Zeitraum  |
| -------------------------- | --------- |
| Johannes Bureus            | 1630–1648 |
| Georg Stiernhielm          | 1648–1651 |
| Johan Axehielm             | 1652–1657 |
| Laurentius Bureus          | 1657–1665 |
| Olof Verelius              | 1666–1675 |
| Jacob Reenhielm            | 1675–1678 |
| Johan Hadorph              | 1679–1693 |
| Johan Peringskiöld         | 1693–1719 |
| Johan Fredrik Peringskiöld | 1720–1725 |
| Johan Helin                | 1725–1750 |
| Carl Reinhold Berch        | 1750–1777 |
| Gudmund Jöran Adlerbeth    | 1778–1793 |
| Johan David Flintenberg    | 1793–1795 |
| Georg Frans Tihleman       | 1795–1802 |
| Jonas Hallenberg           | 1803–1819 |
| Carl Birger Rutström       | 1820–1826 |
| Johan Gustaf Liljegren     | 1826–1837 |

| Name                 | Zeitraum  |
| -------------------- | --------- |
| Bror Emil Hildebrand | 1837–1879 |
| Hans Hildebrand      | 1879–1907 |
| Oscar Montelius      | 1907–1913 |
| Bernhard Salin       | 1913–1923 |
| Otto Janse           | 1918–1923 |
| Sigurd Curman        | 1923–1946 |
| Martin Olsson        | 1946–1952 |
| Bengt Thordeman      | 1952–1960 |
| Gösta Selling        | 1960–1966 |
| Sven B.F. Jansson    | 1966–1972 |
| Roland Pålsson       | 1972–1987 |
| Margareta Biörnstad  | 1987–1993 |
| Erik Wegræus         | 1993–2003 |
| Inger Liliequist     | 2003–2012 |
| Lars Amréus          | 2012–2021 |
| Joakim Malmström     | 2021–     |

## Veröffentlichungen (Auswahl)
Deutsche Ausgaben, herausgegeben vom Zentralamt für Denkmalpflege in Stockholm
- Bengt Edgren, Joachim Wesseloh: Eketorp. Das befestigte Dorf auf Öland. 1985, ISBN 91-7192-458-2.
- Bengt Edgren, Katharina Weigarth, Joachim Wesseloh: Die Tiere in Eketorp. 1988, ISBN 91-7192-727-1.
- Anders Ödman: Glimmingehus. 2001, ISBN 91-7209-208-4.
- Leif Anker, Gunilla Litzell, Bengt A. Lundberg: Welterbestätten in Schweden. 2002, ISBN 91-7209-256-4.

Zeitschrift: Schwedische Kulturdenkmäler. OCLC 594031180
- Gunnar Svahnström: Die Kirchen von Visby. 1986, OCLC 257847431.

Digitalisierungen

Mit der Erlaubnis des Amtes digitalisierte die Universitätsbibliothek Stockholm im Jahr 2011 die Reihe Sveriges runinskrifter (Schwedische Runeninschriften), die aus mehreren Bänden besteht. Das Projekt Runeberg übernahm diese und bearbeitete sie 2012 neu, damit sie korrekturgelesen werden konnten.
- Sven Söderberg: Sveriges runinskrifter. Band 1: Ölands runinskrifter. Norstedt, Stockholm 1906 (runeberg.org).
- Erik Brate, Elias Wessén, Ragnar Kinander, Hugo Jungner, Elisabeth Svärdström, Sven B. F. Jansson: Sveriges runinskrifter. Band 2: Östergötlands runinskrifter. Norstedt, Stockholm 1911 (runeberg.org).